# Пробатов, Василий Александрович
Василий Александрович Пробатов (7 января 1866, Кадомский район — 8 сентября 1956, Коломна, Московская область) — протоиерей, настоятель Успенского собора в городе Коломна.

## Биография
Родился в селе Игнатьево Темниковского уезда, Тамбовской губернии (ныне — Кадомский район Рязанской области) в семье священника. В семье был шестым ребёнком.
Окончил Касимовское духовное училище, а затем Тамбовскую духовную семинарию.
В 1887 году поступил в Московскую духовную академию, которую в то время возглавлял митрополит Антоний (в миру Алексей Павлович Храповицкий).
По окончании Академии в 1891 году, В. А. Пробатов некоторое время работал секретарём.
В августе 1893 года был рукоположён и работал законоучителем Коломенской мужской гимназии, а с 1900 года и женской. Одновременно занимался переводами религиозно-философской литературы. По воскресеньям совершал службы в Успенском соборе, а затем в храме Воскресения Господня и произносил проповеди, участвуя наряду с другими священниками в проведении бесед, объясняющих богослужение.
Из-за конфликтов с гимназическим начальством В. А. Пробатов оставил гимназию и в конце 1913 года получил назначение на должность смотрителя Коломенского духовного училища, находившегося в подчинении Управления учебных заведений Московской епархии. Деятельность отца Василия в должности смотрителя продолжалась до закрытия училища в 1918 году.
С конца 1917 — начала 1918 года исполнял обязанности настоятеля Успенского собора города Коломны, а в середине 1918 года по просьбе прихожан назначен его настоятелем.
Великой Октябрьской социалистической революции не принял, разделял позицию Патриарха Тихона. В своих проповедях, не допускал ни грубых выпадов, ни прямых призывов к неповиновению властям, но обличал «сущность безбожной власти».
В 1926 году оставил должность настоятеля Успенского собора и из-за конфликта с епископом Феодосием (Ганицким) получил запрет на служение в храмах Коломенской епархии. Некоторое время совершал службы в Троицком храме села Щурова Рязанской епархии.
С этого времени начал литературную работу, продолжавшуюся почти до конца его жизни.
За 30 лет литературной деятельности им выполнены стихотворные переводы всех 150 псалмов, всех четырёх Евангелий, многих молитв и песнопений. Он выполнил стихотворный перевод Псалтири. 
Скончался 8 сентября 1956 года. Похоронен в городе Коломна.